# 아커싸이 카자흐족 자치현

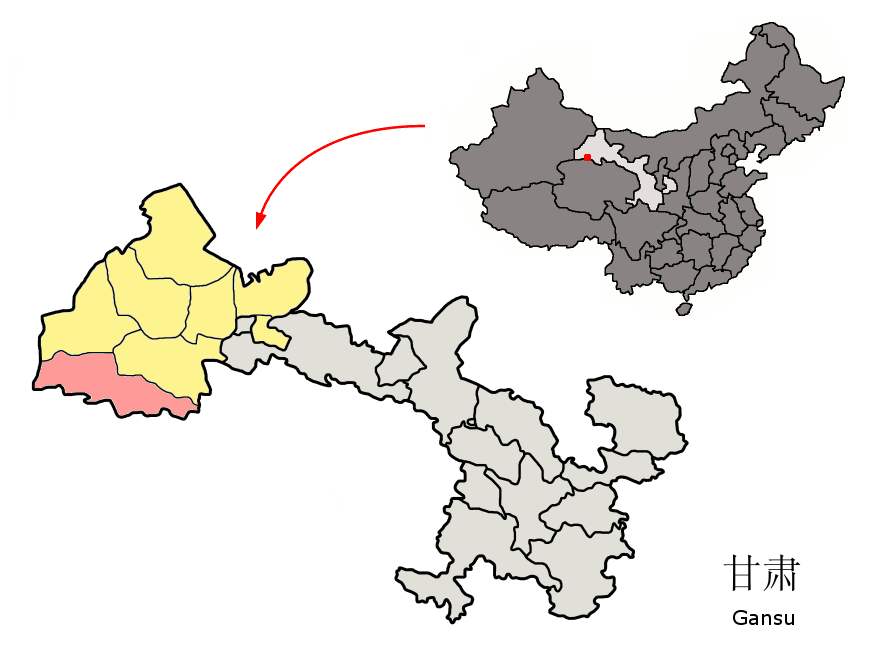
아커싸이 카자흐족 자치현의 위치

아커싸이 카자흐족 자치현(카자흐어: Ақсай Қазақ аутономиялық ауданы / اقساي قازاق اۋتونومىييالىق اۋدانى 악사이 카자크족 자치현, 중국어: 阿克賽哈萨克族自治县, 병음: Ākèsài Hāsàkèzú Zìzhìxiàn)은 중화인민공화국 간쑤성 주취안 시의 현급 행정구역이다. 넓이는 31,374km2이고, 인구는 2007년 기준으로 10,000명이다.

## 행정 구역
1개 진, 2개 향을 관할한다.
- 진: 红柳湾镇.
- 향: 阿克旗乡, 阿勒腾乡.